# 陳善 (清朝)
陈善（？—？），福建晋江（福建泉州）人，清朝政治人物。
陈善曾于1693年接替梁以楠任上海县知县一职，1697年由张汉接任。